# عين نطفيم
عين نطفيم أو بير غطار هي عين مياه تقع في جبال إيلات بالقرب من الحدود الإسرائيلية-المصرية. يقع النبع على بعد 7 كم شمال مدينة إيلات، بالقرب من الطريق السريع 12 المؤدي إلى إيلات.